# Почётный знак Венгерского Красного Креста

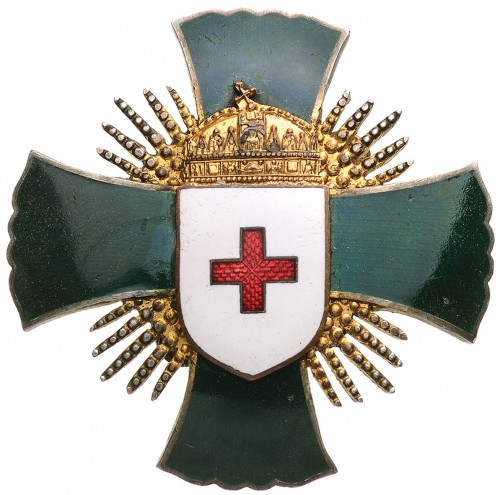
Почётный крест

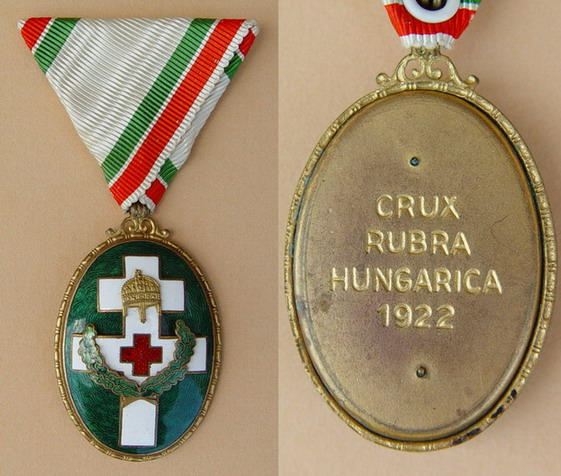
Почётная медаль (с венком из дубовых листьев)

Почётный знак Венгерского Красного Креста (венг. Magyar Vöröskereszt Díszjelvénye) — награда Королевства Венгрия.

## История
Знак Венгерского Красного Креста был учреждён 30 марта 1922 года регентом Миклошем Хорти, для награждения лиц, имевших заслуги перед венгерским Обществом Красного Креста или в области общественного здравоохранения и благотворительности, как в самой Венгрии, так и за её пределами.
Первоначально имелись три класса награды:
- I – Почётная звезда (Érdemcsillag),
- II – Почётный крест (Érdemkereszt),
- III – Почётная медаль (Érdemérem),

7 января 1938 года дополнительно учреждены две медали низших классов:
- IV – Серебряная медаль (Ezüstérmet),
- V – Бронзовая медаль (Bronzérmet).

Награда также могла вручаться и за военные заслуги. Подданные Венгрии оплачивали её получение (размер оплаты определялся премьер-министром в индивидуальном порядке), а иностранцы получали её бесплатно.

## Описание награды
- Почётная звезда — восьмилучевая серебряная звезда с наложенным на неё лапчатым крестом зелёной эмали. Поверх него расположен белым эмалевый гербовый щит с изображением женевского красного креста в центре. Между лучами креста расположены золотые штралы — разновеликие лучи. Гербовый щит украшен золотой короной Святого Иштвана.
- Почётный крест аналогичен предыдущей награде, но отсутствует звезда.
- Почетная медаль — овальной формы, на аверсе поле покрыто зелёной эмалью с золотой каймой. В середине медали — изображение патриаршего креста, покрытого белой эмалью, в центре которого находится Красный Крест, а в верхней части золотая корона Святого Иштвана. На реверсе четырёхстрочная надпись CRUX / RUBRA / HUNGARICA / 1922 (Венгерский Красный Крест, 1922). Размеры: высота 48 мм (без крепления), ширина 34 мм.

Серебряная и бронзовая медали сходного с медалью за заслуги дизайна, но несколько меньше её и без зелёной эмали.
У наград, вручавшихся за боевые заслуги, на аверсе дополнительно имелось изображение "венка" — двух дубовых ветвей из зелёной эмали, расположенных у первых двух классов знака под гербовым щитом, а у медалей — под эмблемой Красного Креста.
Лента награды — белая, с красно-бело-зелёными полосами по обоим краям. Колодка традиционной для Австрии и Венгрии треугольной формы. На орденских планках располагалось миниатюрное изображение награды соответствующей степени.
Помимо перечисленных отличий, существовал также Почётный знак Красного Креста, которым Президент венгерской организации мог награждать лиц, не состоящих на службе.

## Правила ношения
Знаки награды носили на левой стороне мундира, для женщин предусматривалось ношение медали на банте из орденской ленты.
Для гражданских лиц допускалось ношение миниатюр награды.

## Галерея

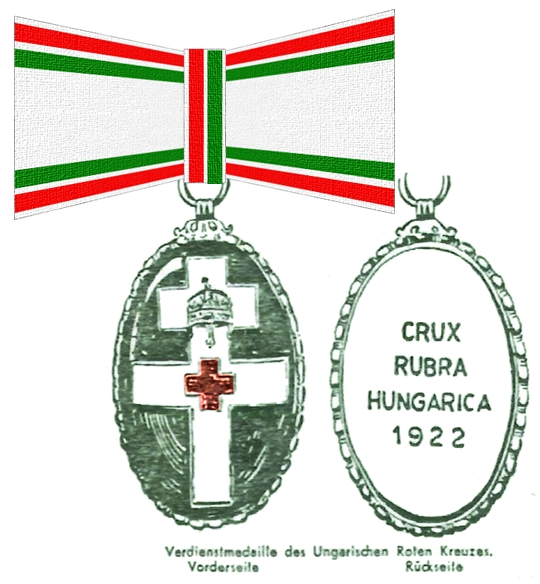
Медаль на банте
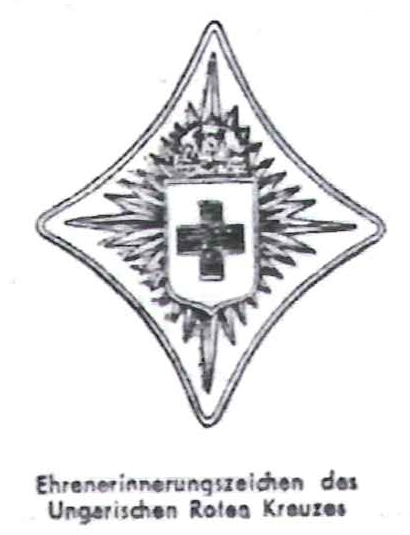
Почётный знак венгерского Красного Креста

| Орденские планки         | Орденские планки        | Орденские планки         | Орденские планки           | Орденские планки          | Орденские планки |
| ------------------------ | ----------------------- | ------------------------ | -------------------------- | ------------------------- | ---------------- |
| Почётная звезда          | Почётный крест          | Почётная медаль          | Серебряная медаль          | Бронзовая медаль          |                  |
| Почётная звезда с венком | Почётный крест с венком | Почётная медаль с венком | Серебряная медаль с венком | Бронзовая медаль с венком |                  |